# Bolszoje Dołżenkowo
Bolszoje Dołżenkowo (ros. Большое Долженково) – wieś (ros. село, trb. sieło) w zachodniej Rosji, centrum administracyjne sielsowietu bolszedołżenkowskiego w rejonie oktiabrskim (obwód kurski).

## Geografia
Miejscowość położona jest nad Rogozną (prawy dopływ Sejmu), 6 km na północny zachód od centrum administracyjnego rejonu (Priamicyno), 20 km na południowy zachód od Kurska, 15 km od drogi magistralnej (federalnego znaczenia) M2 «Krym».
We wsi znajduje się ulica Nowaja i (ogółem) 272 posesje..
Klimat
Miejscowość, jak i cały rejon, znajduje się w strefie klimatu kontynentalnego z łagodnym ciepłym latem i równomiernie rozłożonymi opadami rocznymi (Dfb w klasyfikacji klimatów Köppena).
|                            | Sty  | Lut  | Mar  | Kwi | Maj  | Cze  | Lip  | Sie  | Wrz  | Paź  | Lis  | Gru  |
| -------------------------- | ---- | ---- | ---- | --- | ---- | ---- | ---- | ---- | ---- | ---- | ---- | ---- |
| Najwyższe temperatury (°C) | -4,1 | -3,2 | 2,7  | 13  | 19,4 | 22,6 | 25,2 | 24,6 | 18,2 | 10,5 | 3,3  | -1,2 |
| Najniższe temperatury (°C) | -8,7 | -8,8 | -4,9 | 2,7 | 9,1  | 13   | 15,8 | 14,9 | 9,7  | 3,9  | -1,2 | -5,4 |
| Opady (mm)                 | 52   | 45   | 48   | 51  | 63   | 72   | 75   | 56   | 59   | 59   | 48   | 49   |
| Ilość dni z opadami        | 8    | 8    | 8    | 7   | 8    | 9    | 9    | 6    | 7    | 7    | 7    | 8    |

## Demografia
W 2010 r. wieś zamieszkiwało 477 osób.